# Transgender Studies Quarterly
TSQ: Transgender Studies Quarterlyは、トランスジェンダー研究を対象とする、カルチュラル・スタディーズと人文科学に重点を置いた季刊の査読付き学術論文である。2014年に創刊され、Duke University Pressが出版している。トランスジェンダー研究に関する医療分野以外での最初の学術雑誌である。
創刊時の編集長はSusan Stryker（アリゾナ大学）とPaisley Currah（ニューヨーク市立大学ブルックリン校・大学院センター）であり、2019年にはFrancisco J. Galarte（アリゾナ大学）が加わった。

## 出版の歴史
第1号の序文で、CurrahとStrykerは、この雑誌がトランスジェンダー研究の分野におけるさまざまなアイデアが集まる場所になることを目指しており、雑誌では「トランスジェンダー」の複数の定義を受け入れると述べている。
Strykerは、雑誌に関するインタビューで、1990年代から創刊に向けて取り組んでいたように感じると話した。2008年にStrykerとCurrahが『Women's Studies Quarterly』のトランスジェンダー研究特別号を共同編集しているとき、特集号には200本を超える投稿があったが、掲載できたのはわずか12本だけだった。このことから、二人はトランスジェンダーという主題に特化した出版物の必要性に気づいた。2013年5月、二人は雑誌の資金援助のためにKickstarterで1ヶ月間のキャンペーンを開始した。最初の5日間で10,000ドル以上の寄付を集め、キャンペーンの終わりには、クラウドファンディングで25,000ドル近い資金を確保することができた。
最初の投稿募集がかなりの関心を集めたため、第1号は86編のエッセイを収録した2冊に拡張された。第1号のタイトル「Postposttranssexual（ポストポストトランスセクシュアル）」は、トランスジェンダー研究の始まりと言われているSandy Stoneの1992年の論文「The Empire Strikes Back: A Posttranssexual Manifesto（帝国の逆襲：ポストトランスセクシュアル宣言）」に由来している。この号の各論文は、トランスジェンダー研究におけるキーコンセプトに焦点を当てていた。
TSQの各号は、2018年2月1日に発売されたテーマのない公募号を除き、それぞれ特定のテーマを対象としている。過去の号で扱われたテーマには、外科、教育学、アーカイブ、トランス/フェミニズム、黒人性などがある。